# Негри, Себастьян
Себастьян Люк Негри да Оледжо (итал. Sebastian Luke Negri da Oleggio, родился 30 июня 1994 года в Марондере) — итальянский регбист зимбабвийского происхождения, лок клуба «Бенеттон» из Про14 и сборной Италии.

## Биография

### Происхождение и ранние годы
Негри родился в зимбабвийском городе Марондера в семье владельцев фермы. Отец — Януш, уроженец Милана и выходец из пьемонтского дворянского рода. Мать — англо-зимбабвийского происхождения, крёстная мать шотландского регбиста Дэвида Дэнтона.
Негри занялся регби в возрасте 6 лет в зимбабвийской школе. В подростковом возрасте он с семьёй вынужден был покинуть страну в связи с тем, что все белые фермеры лишились своих земель в результате так называемого «чёрного передела» — распоряжений Роберта Мугабе о конфискации земельных участков у белых жителей Зимбабве и последующей высылке белых из страны. Семья осела в южноафриканском Дурбане: дальше он учился в колледже Хилтон в провинции Квазулу-Натал.

### Клубная карьера
Изначально играя на позиции флай-хава, Негри позже физически вырос и переквалифицировался в нападающего второй линии (лока), а затем и в нападающего третьей линии (фланкер и восьмой): он выступал за юниорские составы клубов Кубка Карри «Натал Шаркс» и «Уэстерн Провайнс». В 2013 году он выступал в юниорском чемпионате провинций ЮАР (U-19). В 2014 году он перебрался в Великобританию, поступив в колледж Хартпери в Глостершире на специальность «управление бизнесом в спорте» и начав играть за команду колледжа «Хартпери Юнивёрсити». В 2015 году он получил приз лучшего игрока года в клубе.
В сезоне 2017/2018 розыгрыша Про14 состоялся дебют Негри за команду «Бенеттон». Во время матча 14 января 2018 года против «Тулона» в Кубке европейских чемпионов (поражение 0:36) Негри стал фигурантом скандала: капитан французского клуба Матьё Бастаро на предпоследней минуте игры нецензурно обозвал Негри, за что Бастаро грозила дисквалификация от 6 недель и пропуск Кубка шести наций. Позже Бастаро извинился перед Негри, и инцидент был исчерпан.

### Карьера в сборной
На молодого Негри обратил внимание бывший игрок сборной Италии южноафриканского происхождения Роланд де Мариньи, своевременно оповестивший Итальянскую федерацию регби. Поскольку отец Негри был итальянцем, это позволило Себастьяну попасть в сборную Италии до 20 лет и выступить в розыгрыше Мирового трофея IRB среди юниоров 2013 года, проходившего в Чили: Италия выиграла этот турнир.
18 июня 2016 года Негри дебютировал за сборную Италии матчем в Сан-Хосе против США: в команду его вызвали в связи с травмой Максима Мбанда. В 2018 году он сыграл все пять матчей за сборную на Кубке шести наций, а в 2019 году выступил на чемпионате мира в Японии.
13 августа 2021 года в матче Кубка шести наций против Англии (поражение 18:41) Негри нанёс серьёзную травму англичанину Джеку Уиллису, выполняя приём под названием «крокодилья бочка» (англ. crocodile roll) во время захвата противника в раке. Уиллис повредил колено и был унесён с поля на носилках. Позже Негри отправил Уиллису SMS с извинениями за нанесение травмы.